# Robert J. White
Robert Joseph White (ur. 21 stycznia 1926, zm. 16 września 2010) – amerykański neurochirurg, wieloletni dyrektor oddziału neurochirurgii w Cleveland Metropolitan General Hospital w stanie Ohio. Poświęcił się idei przeszczepu głowy. Przeprowadzał zabiegi na zwierzętach. Jego najbardziej znany eksperyment to transplantacja głowy małpy z 1970 roku. Przeszczep nie był udany, zwierzę było sparaliżowane od szyi w dół i mimo karmienia żyło zaledwie tydzień.